# Livgardets dragoner
Livgardets dragoner (K 1) var ett kavalleriförband inom svenska armén som verkade i olika former åren 1949–2000. Förbandsledningen var förlagd i Stockholms garnison i Stockholm. Åren 1949–1974 var regementet en del av Kungl. Maj:ts Liv- och Hustrupper.

## Historia
Genom försvarsbeslutet 1948 beslutades att Livregementet till häst (K 1) skulle upplösas och avvecklas. Året därpå föreslogs dock, efter en av arméchefen gjord utredning, om att en skvadron ur Livregementet till häst samt regementets musikkår skulle bibehållas. Skvadronen skulle omfatta omkring 70 man och 80 stamhästar. Efter att regementet var avvecklat, föreslogs att skvadronen från den 1 oktober 1949 benämnas Livgardesskvadronen samt ingå i IV. militärområdets trupper.
Inför 1955 års riksdag föreslog regeringen för riksdagen, på förslag från chefen för armén Carl August Ehrensvärd, en viss reducering av arméns organisation. Bland annat föreslogs en reducering av kavalleriets organisation och att antalet stamridhästar till budgetåret 1959/1960 skulle minskas från 1455 till 435 hästar. Livgardesskvadronen föreslogs bibehållas som ett beridet och särskilt garnisonsförband, det med bakgrunden att trupp till högvakten inte gick att hämta från övriga regementen då inneliggande åldersklass bedrev förbandsutbildning, under det värnpliktsfria uppehållet och under första delen av åldersklassens utbildning. Vidare föreslogs det att Livgardesskvadronen och Stockholms stabskompani skulle bilda en administrativ enhet, samt administrativt vara underställd IV. militärbefälsstaben. Enligt arméchefens förslag skulle garnisonsförbandet göras delvis beridet. Det då det ansågs viktigt att vidmakthålla officerarnas samt värnpliktiga befälets ridkunskaper. Livgardesskvadronen skulle årligen utbilda cirka 125 man och antalet stamridhästar skulle reduceras från 177 till 60 hästar.
Inför 1960 års riksdag fick chefen för armén i uppdrag att undersöka en avveckling eller omlokalisering av Livgardesskvadronen med Stockholms stabskompani. Bakgrunden var att militärbefälsstaben för IV. militärområdet, som Livgardesskvadronen med Stockholms stabskompani var samlokaliserade med, skulle om omlokaliseras till Strängnäs garnison. Arméchefens utredning visade dock att en avveckling eller omlokalisering av Livgardesskvadronen med Stockholms stabskompani inte kunde göras isolerad utan att det påverkade övriga fredsförband i Stockholmsområdet. Därmed ansåg arméchefen att Livgardesskvadronen med Stockholms stabskompani skulle kvarstå vid dess etablissement i Stockholms garnison, något som regeringen inte hade några invändningar emot.
I samband med att 1974 års regeringsform trädde i kraft den 1 januari 1975, ändrades namnet från Kungliga Livgardesskvadronen till enbart Livgardesskvadronen. Samtidigt fråntogs Konungen den formella rollen som högste befälhavare för krigsmakten, vilket även kom att gälla rollen som förbandschef över gardesförbanden. Från den 1 januari 1975 blev monarken istället hederschef över gardesförbanden.
I samband med OLLI-reformen, vilken genomfördes inom försvaret åren 1973–1975, sammanslogs Livgardesskvadronen med Stockholms försvarsområde (Fo 44), som med sammanslagningen antog namnet Livgardets dragoner. Från den 1 juli 1975 bildades försvarsområdesregementet K 1/Fo 44. Detta medförde att inom Stockholms försvarsområde blev Livgardets dragoner ett A-förband (det vill säga ett försvarsområdesregemente) medan Svea livgarde (I 1), Svea ingenjörregemente (Ing 1) och Roslagens luftvärnsregemente (Lv 3) blev B-förband (det vill säga utbildningsförband). Livgardets dragoner fick det samlade mobiliserings- och materialansvaret inom försvarsområdet och B-förbanden var endast utbildningsförband. Med omorganisationen till ett regemente följde en rad övertagande av enheter från andra förband, bland annat överfördes ett stabskompani från Marinen till Livgardets dragoner. Vidare kom militärpolisutbildningen 1974 att överföras från Livregementets husarer (K 3) i Skövde till Livgardets dragoner. Den 1 januari 1977 tillfördes regementet ansvaret för Medicinalfackskolan (MedfackS). Den 1 juli 1979 tillfördes regementet ansvaret för Frösundadetachementet, från att det tidigare hade tillhört Tygförvaltningsskolan.
Inför försvarsbeslutet 1982 föreslog överbefälhavaren att ansvaret för Stockholms försvarsområde (Fo 44) skulle överföras till Svea livgarde (I 1) senast 1985, samt att Livgardets dragoner skulle uppgå som en utbildningsbataljon i Svea livgarde. I förslaget  ansåg han att en mindre del skulle kvarstå i Stockholm, bland annat garnisonsavdelningen, hemvärns- och frivilligavdelningen samt ett serviceförråd. Försvarsutskottet delade överbefälhavarens förslag, då det fanns ett överskott på utbildningsplatser inom kavalleriet, och att man föreslog att sträva efter att utnyttja överkapaciteten vid förband som låg nära varandra och att därigenom kunna avveckla eller omdisponera för andra ändamål anläggningar som då disponerades av kavalleriet. Vidare såg försvarsutskottet det som naturligt att Svea livgarde ansvarade över Stockholms försvarsområde (Fo 44) då ansvaret för produktion av brigader, mobilisering och krigsplanläggning hålls samman under en chef.
Den 27 september 1984 hölls en ceremoni över avvecklingen av regementet, som officiellt upphörde den 30 september 1984. Från den 1 oktober 1984 var försvarsområdesstaben samt Livgardets dragoner administrativt underställda Svea livgarde. Livgardets dragoner utgjorde en kavalleribataljon inom Svea livgarde. Förläggningen på Lidingövägen kvarstod till viss del, men beteckningen K 1 byttes till LGD, en beteckning som emellertid skulle komma att ersättas av den gamla beteckningen (K 1) redan hösten 1987 efter beslut av dåvarande arméchefen Erik Bengtsson. Från den 1 oktober 1984 utgjordes bataljonen av Livskvadron och 12. skvadron. Livskvadronen med plutonbefälsskola stod för garnisonstjänst och beriden högvaktstjänst och utbildade militärpoliskompanier (före 1985 även utbildning av en brigadspaningspluton (idrottspluton)) och 12. skvadronen stod även den för garnisonstjänst och beriden högvaktstjänst och utbildade militärpoliskompanier. Stockholms stabskompani bildade 13. stabsskvadronen och en beredskapsskvadron bildades, 14. skvadronen.
Genom försvarsbeslutet 1992 avskildes kavalleribataljonen från Svea livgarde den 30 juni 1994, för att den 1 juli 1994 bilda ett kaderorganiserat förband inom Mellersta militärområdet (Milo M). Livgardets dragoner (K 1) kom bland annat att ansvara för utbildning av militärpolis- och militärpolisjägarförband.
Inför försvarsbeslutet 2000 var regeringens utgångspunkt att det endast behövdes två enheter för att tillgodose Försvarsmaktens framtida behov av skilda slag av jägarförband: en enhet för utbildning av Norrlandsjägare och en för utbildning av underrättelse- och säkerhetsförband. När det gällde vilket förband som skulle kvarstå för utbildning av Norrlandsjägare, där valet stått mellan Norrlands dragonregemente (K 4) och Lapplands jägarregemente (I 22), föll valet på Norrlands dragonregemente. I valet av vilket förband som skulle kvarstå för utbildning av underrättelse- och säkerhetsförband var regeringens kravbild att förbandet skulle ha goda utbildningsförutsättningar och infrastruktur, för bland annat träning i fallskärmshoppning och närhet till transportflyg. I det valet stod det mellan Livgardets dragoner (K 1) och Livregementets husarer (K 3). Gällande Livgardets dragoner ansåg dock regeringen att förbandet saknade förutsättningar för den samordning och koncentrering som ansågs nödvändig för en huvudenhet för jägarutbildning. Därför föreslog regeringen i sin proposition att Livregementets husarer (K 3) och Norrlands dragonregemente (K 4) skulle kvarstå i grundorganisationen, medan Livgardets dragoner (K 1) och Lapplands jägarregemente (I 22) skulle avvecklas. Livgardets dragoner (K 1) avvecklades och upplöstes 30 juni 2000. Huvuddelen av personalen och uppgifterna överfördes till Dragonbataljonen i det nya förbandet Livgardet (LG), vilket även är traditionstagare till Livgardets dragoner.

## Ingående enheter

### Medicinalfackskolan
Medicinalfackskolan (MedfackS) bildades 1964 i Rissne som Arméns medicinalfackskola (MedfackS) ingåendes som en del av Tygförvaltningsskolan. Skolan stod för arméns centrala befattningsutbildning av medicinala personal till arméns krigsförband. Den 1 mars 1970 omlokaliserades skolan till Frösunda, det efter att Tygförvaltningsskolan övertog delar av etablissement i Frösunda. Den 1 januari 1977 avskildes skolan från Tygförvaltningsskolan och bildade en egen fack- och funktionsskola, vilken dock underställdes i administrativt hänseende Livgardets dragoner. Den 1 juli 1981 fick skolan en provisorisk organisation och antog namnet Medicinalfackskolan (MedfackS). I samband med att Livgardets dragoner upplöstes som egen administrativ enhet och uppgick i Svea livgarde, överfördes Medicinalfackskolan den 1 oktober 1984 till Krigsskolan (KS), vilken den samtidigt samlokaliserades med. Den 1 juli 1986 omorganiserades skolan till Försvarets sjukvårdshögskola (FSjvHS), vilken den 1 juli 1994 uppgick i Försvarets sjukvårdscentrum.

### Stockholms försvarsområde
Stockholms försvarsområde (Fo 44) bildades den 1 oktober 1942 och hade sin stab lokaliserad till Stockholms garnison. Den 1 januari 1947 uppgick delar av Norrtälje försvarsområde (Fo 45) i försvarsområdet. Den 1 juli 1975 tillfördes även Vaxholms försvarsområde (Fo 46), vilket medförde att Stockholms försvarsområde omfattade hela Stockholms län. I samband med OLLI-reformen den 1 juli 1975 fick Stockholms försvarsområde gemensam stab med Livgardets dragoner (K 1). Genom den omorganisationen lokaliserades försvarsområdesstaben med regementet vid Lidingövägen. Genom försvarsbeslutet 1982 överfördes försvarsområdesstaben till Svea livgarde, både organisatoriskt samt att den lokaliserades till Kungsängen med övriga regementsstaben. Stockholms försvarsområde upplöstes och avvecklades tillsammans med Svea livgarde den 30 juni 2000.

### Stockholms stabskompani
Stockholms stabskompani (Ss) var ett stabskompani som bildades genom försvarsbeslutet 1942. Kompaniet var ursprungligen tänkt att ingå som en stabsskvadron i Livregementet till häst (K 1). På grund av utrymmesbrist vid Livregementet till häst kom kompaniet istället till kasernbatteriet vid Stockholms luftvärnsregemente (Lv 3). Kompaniet bestod av 190 värnpliktiga, vilka tjänstgjorde som handräckningsvärnpliktiga vid de högre staberna i Stockholm. Inför att Livregementet till häst skulle avvecklas, föreslog arméchefen att förlägga kompaniet till Livregementet till häst vid Lidingövägen, detta i syfte att frigöra utrymme vid luftvärnsregementet. Efter att Livregementet till häst avvecklats skulle kompaniet samtidigt underställas militärbefälhavaren för IV. militärområdet, samt benämnas Stockholms stabskompani (Ss). Från den 1 oktober 1949 kom kompaniet tillhöra Livgardesskvadronen, dock hade de två enheterna inte någon enhetlig ledning. Detta mot bakgrund av att kompaniet fram till slutet av 1950-talet var förlagda till kasernbatteriet. I 1955 års riksdag ansåg dock regeringen att kompaniet var i stort behov med att omlokaliseras till Lidingövägen för att där tillsammans med Livgardesskvadronen sammanföras under en enhetlig ledning, vilken i administrativt hänseende skulle vara ansluten till IV. militärbefälsstaben. Mot bakgrund av att delar av försvarsmaktens centrala ledning utlokaliserades från Stockholm, minskade behovet av handräckningsvärnpliktiga. Därmed kom Marinens stabskompani i slutet av 1970-talet att uppgå i Stockholms stabskompani. I samband med att Livgardets dragoner upplöstes som egen administrativ enhet och uppgick i Svea livgarde, uppgick även Stockholms stabskompani i Svea livgarde, där Stockholms stabskompani från den 1 oktober 1984 bildade 3. stabsskvadronen ingåendes i kavalleribataljon.

## Förläggningar och övningsplatser

### Förläggning
Livgardesskvadronen förlades till de kavallerikasern som tidigare disponerades av Livregementet till häst. Kasernerna uppfördes 1897, och byggdes efter 1892 års härordnings byggnadsprogram, samt ritade av Erik Josephson. Åren 1975–1981 var försvarsområdesstaben vid regementet lokaliserade till Stabshuset på Lidingövägen, sedan 1994 stabsplats för Högkvarteret. 
När regementet avvecklades 1984 och uppgick i Svea livgarde, lokaliserades bataljonsledningen till Kungsängen åren 1984–1985, samtidigt som kasern 1 och kasern 2 disponerades av kavalleribataljonen. De friställda kasernerna och marken, varvid kanslikasernen, som är byggnadsminnesmärke, kom då att utnyttjas för samlokalisering av centrala staber och myndigheter i Stockholmsregionen.

### Övningsplatser
Regementet övade på Norra Djurgården, Järvafältet och senare vid Kungsängen. 

## Heraldik och traditioner
Officerare och värnpliktiga vid Livgardets dragoner bar till vapenrock och kappa m/1960 samt jacka m/1968 kavalleriets truppslagstecken m/1960 i silver. De värnpliktiga vid Stockholms stabskompani anbringade dock truppslagstecken m/1960 i guldfärg. Regementets högtidsdag var 4 december, som minne till Slaget vid Lund den 4 december 1676. Regementets traditioner förs sedan den 1 juli 2000 vidare av Livgardet (LG).

### Förbandsstandar
I samband med att Livgardesskvadronen bildades den 1 oktober 1949 övertog man standaret (m/1928) som tidigare hade förts av Livregementet till häst (K 1). Det standaret hade överlämnats den 16 juni 1928 av kung Gustaf V på kaserngården. När regementet åter blev självständigt den 1 juli 1994 överlämnade kung Carl XVI Gustaf den 4 december 1995 ett nytt standar (m/1994) till regementet. På 1995 års standar tillkom slaget vid Svensksund som segernamn. Efter att regementet avvecklades den 30 juni 2000, kom dess standar att föras av Livgardet jämsides med Svea livgardes fana. Standaret fördes även av Dragonbataljonen vid Livgardet, men togs ur bruk den 19 mars 2014 då ett nytt överlämnades av konungen.

### Utmärkelsetecken
År 1993 instiftades Livgardets dragoners (K 1) förtjänstmedalj i guld/silver (LGDGM/SM).

### Vänförband
- Gardehusarregimentet, Danmark.
- The Royal Scots, Storbritannien.

## Förbandschefer
Sekund- och regementschefer verksamma vid regementet sedan 1949. Sekundchef var en titel som användes fram till den 31 december 1974 vid de regementen och förband som ingick i Kungl. Maj:ts Liv- och Hustrupper. Åren 1949–1974 var H M Konungen regementschef. Från 1975 var monarken endast hederschef för regementet. Åren 1949–1974 var sekundchefen för Livgardesskvadronen motsvarande bataljonschef. Åren 1984–1994 titulerades chefen bataljonschef.

### Regementschefer
- 1949–1950: Gustaf V
- 1950–1973: Gustaf VI Adolf
- 1973–1974: Carl XVI Gustaf
- 1975–1976: Överste av 1. graden Nils Östlund
- 1976–1981: Överste av 1. graden Nils Landergren
- 1981–1984: Överste av 1. graden Hodder Stjernswärd
- 1984–1988: Överstelöjtnant Alexander von Rosen (Bataljonschef)
- 1988–1991: Överstelöjtnant Johan Edström (Bataljonschef)
- 1991–1993: Överstelöjtnant Claes Grafström (Bataljonschef)
- 1993–1996: Överstelöjtnant Lars-Olof Nilsson
- 1996–2000: Överste Carol Paraniak

### Sekundchefer
- 1949–1952: Major Gustaf Nyblaeus
- 1952–1955: Överstelöjtnant Anders Grafström
- 1955–1959: Major Bengt Ljungquist
- 1959–1961: Major Nils-Fredric Haegerström
- 1961–1972: Överstelöjtnant Hans Skiöldebrand
- 1972–1974: Överstelöjtnant Hodder Stjernswärd
- 1974–1974: Överstelöjtnant Hans von Schreeb

## Namn, beteckning och förläggningsort
| Kungl Livgardesskvadronen med Stockholms stabskompani | 1949-10-01 | – | 1974-12-31 |
| Livgardesskvadronen med Stockholms stabskompani       | 1975-01-01 | – | 1975-06-30 |
| Livgardets dragoner med Stockholms försvarsområde     | 1975-07-01 | – | 1984-09-30 |
| Svea livgardes dragoner                               | 1984-10-01 | – | 1987-09-30 |
| Livgardets dragoner                                   | 1987-10-01 | – | 2000-06-30 |

| K 1/Ss    | 1949-10-01 | – | 1975-06-30 |
| K 1/Fo 44 | 1975-07-01 | – | 1984-09-30 |
| LGD       | 1984-10-01 | – | 1987-09-30 |
| K 1       | 1987-10-01 | – | 2000-06-30 |

| Stockholms garnison/Lidingövägen (F) | 1949-10-01 | – | 2000-06-30 |
| Stockholms garnison/Frösunda (D)     | 1981-07-01 | – | 1984-09-30 |

## Kända personer som gjort värnplikt på K1
- Ronnie Peterson, svensk racerförare, värnplikt 1965.

## Galleri

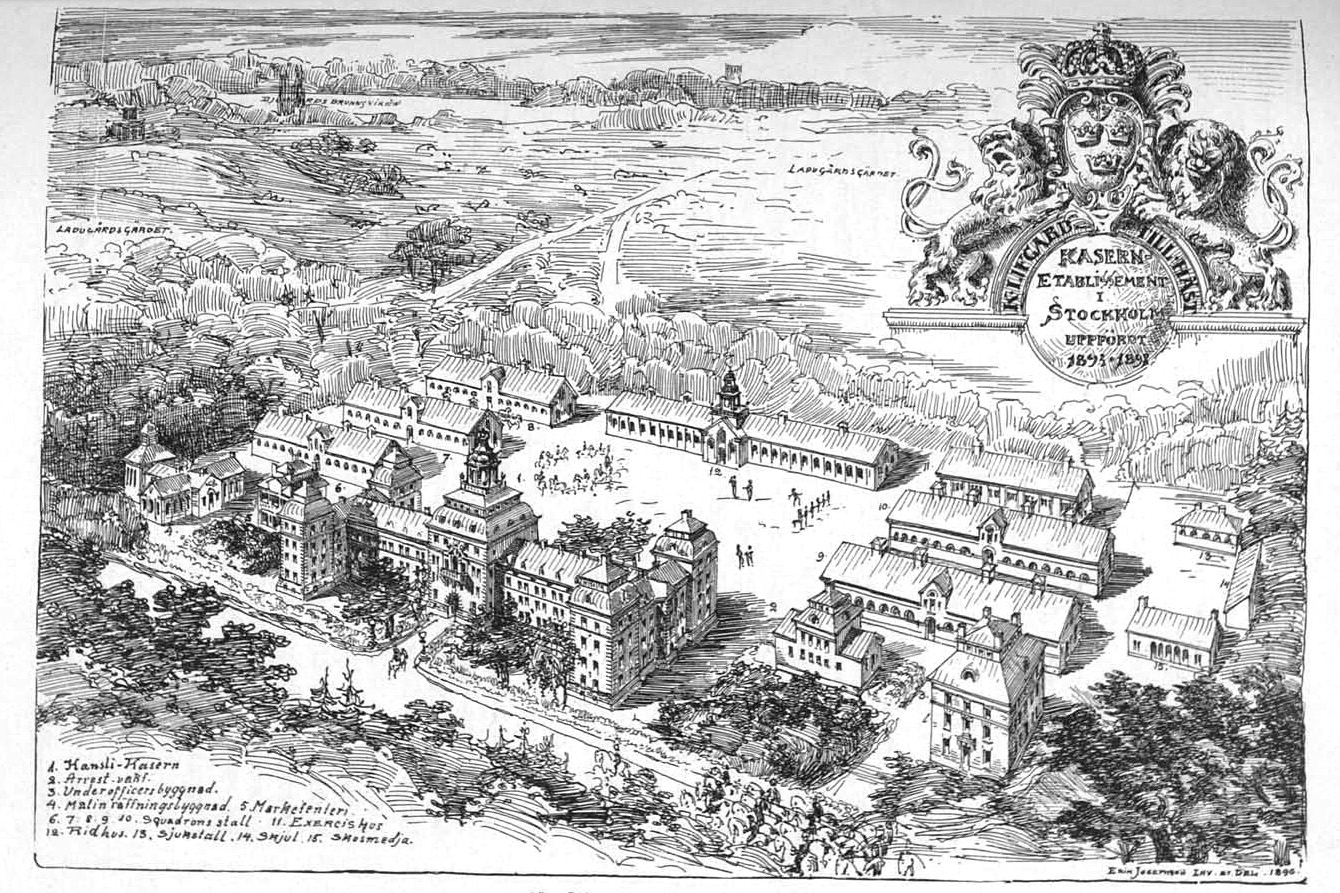
Kavallerikasernen i perspektivskiss.
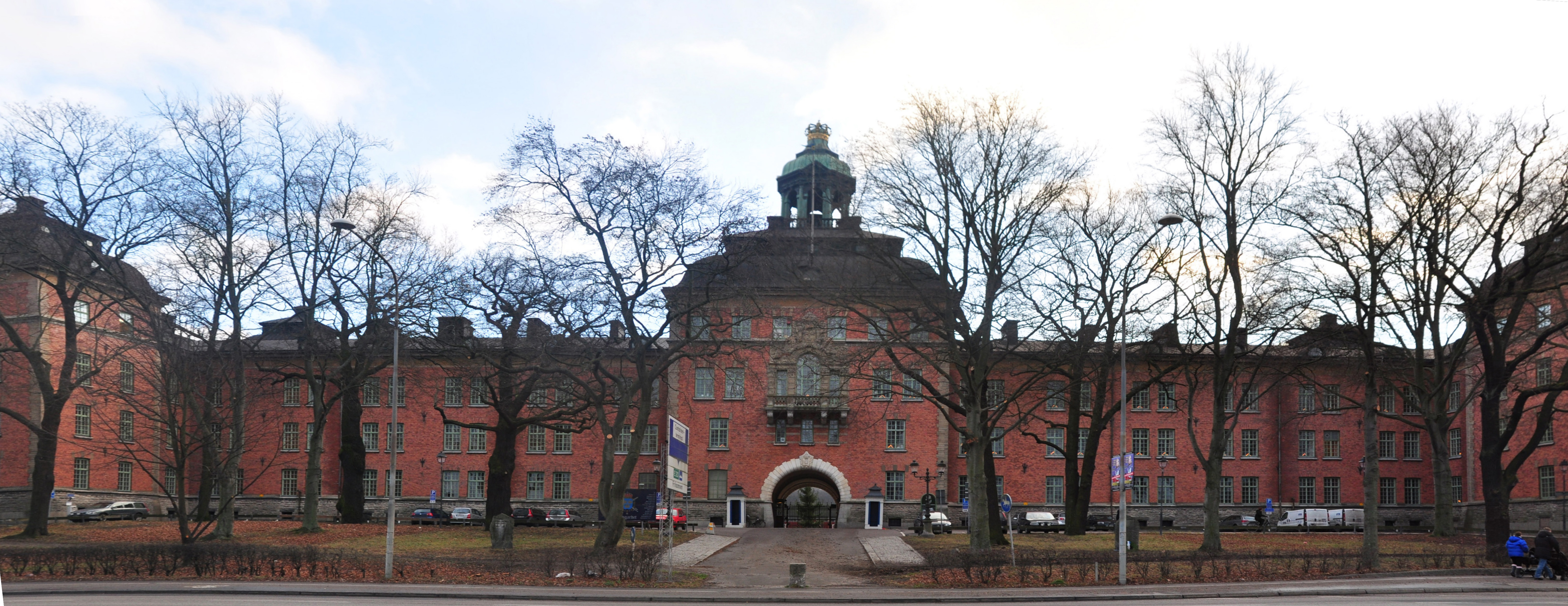
Kavallerikasernen vid Lidingövägen.
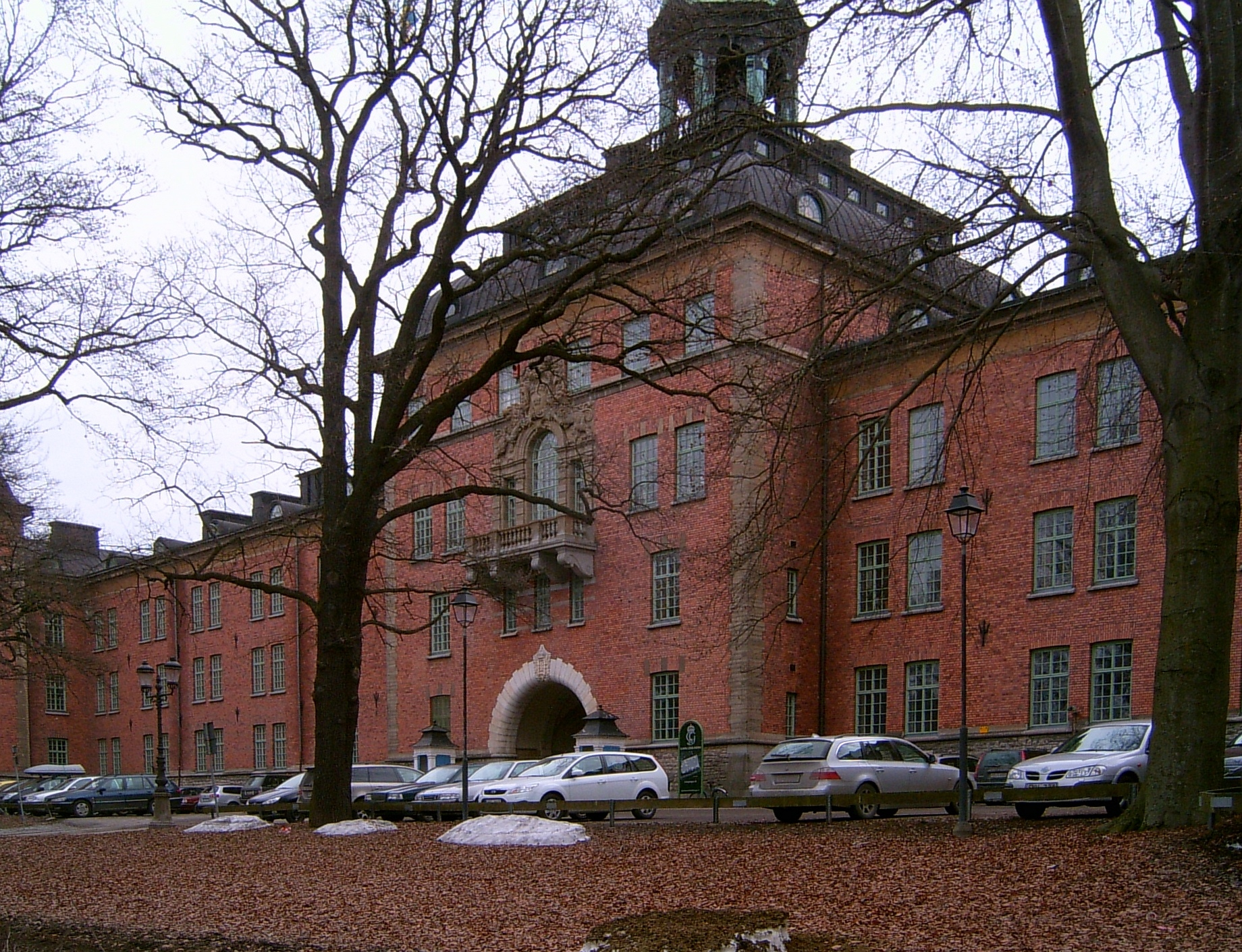
Kavallerikasernen vid Lidingövägen.
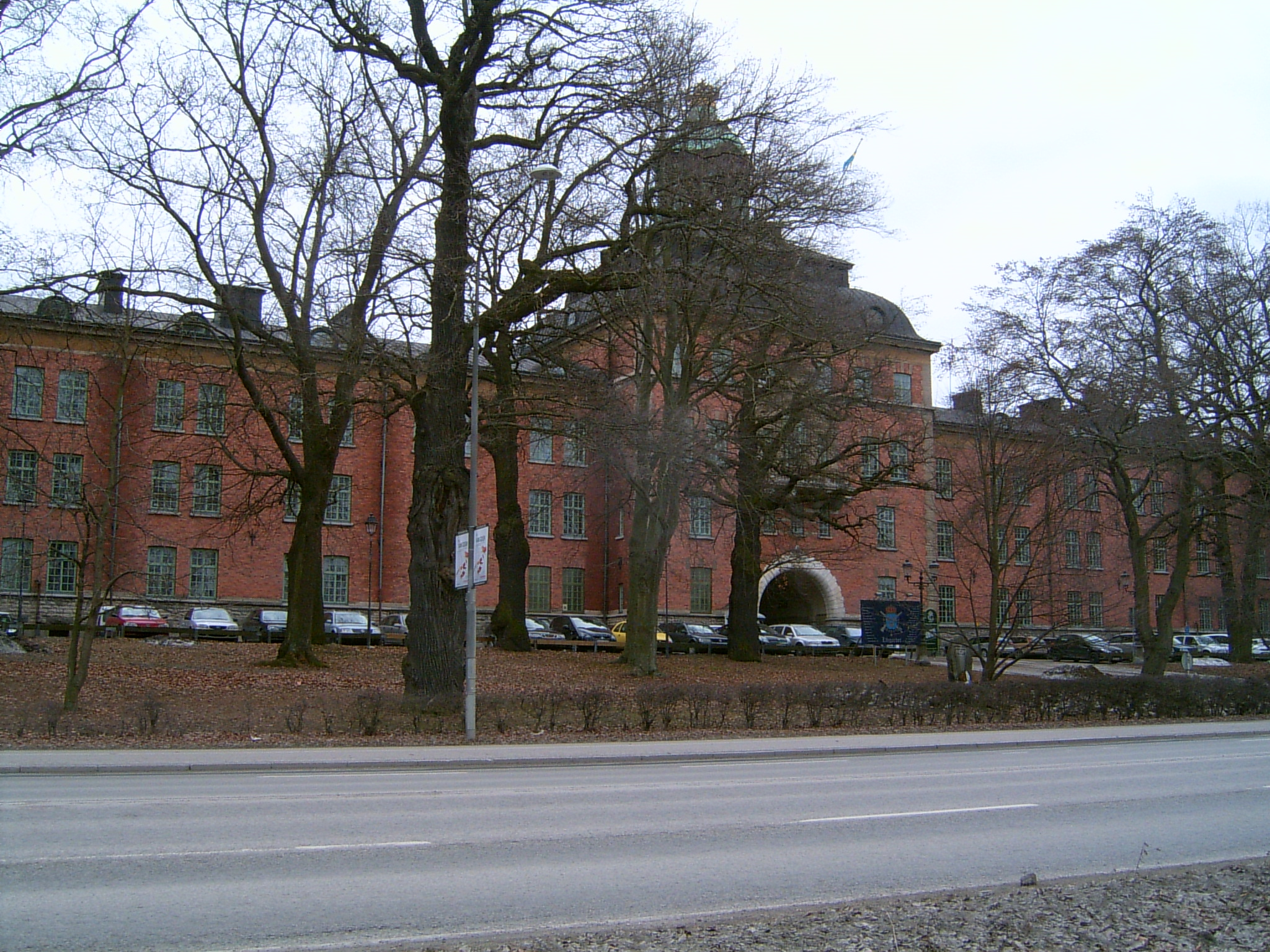
Kavallerikasernen vid Lidingövägen.